# Parastenocaris toeroekae
Parastenocaris toeroekae is een eenoogkreeftjessoort uit de familie van de Parastenocarididae. De wetenschappelijke naam van de soort is voor het eerst geldig gepubliceerd in 1957 door Pónyi.